# The Voice Senior (prima edizione)
La prima edizione di The Voice Senior è andata in onda in prima serata su Rai 1 dal 27 novembre al 20 dicembre 2020 con la conduzione di Antonella Clerici per cinque puntate.
Il vincitore è stato Erminio Sinni, concorrente del team Loredana Bertè.

## Team
Legenda
- Vincitore
- Secondo classificato
- Terzo classificato

- Eliminato nei Best Six
- Eliminato ai Knockout
- Eliminato alla finale

| Coach             | Coach                     | Artisti               | Artisti             | Artisti              | Artisti          | Artisti          |
| ----------------- | ------------------------- | --------------------- | ------------------- | -------------------- | ---------------- | ---------------- |
|                   | Loredana Bertè            | Erminio Sinni         | Giovanna Sorrentino | Roberta Cappelletti  | Giulio Todrani   | Laura Fedele     |
| Massimo Vita      | Loredana Bertè            | Caterina Greco        | Emilia Mascolo      | Isabella Marelli     |                  |                  |
|                   | Gigi D'Alessio            | Elena Ferretti        | Marco Guerzoni      | Laura Grey           | Nello Buongiorno | Giancarlo Cajani |
| Perla Trivellini  | Gigi D'Alessio            | Rodolfo Maria Gordini | Silvana Lorenzetti  | Marco Francini       |                  |                  |
|                   | Al Bano e Jasmine Carrisi | Rita Mammolotti       | Tony Reale          | Gianni Pera          | Gennaro Vilardi  | Ann Harper       |
| Alida Ferrarese   | Al Bano e Jasmine Carrisi | Paolo Barabani        | Gianni Dego         | Ruggero Scandiuzzi   |                  |                  |
|                   | Clementino                | Alan Farrington       | Roberto Tomasi      | Pietro Dall'Oglio    | Michele Lapenna  | Ambra Mattioli   |
| Franklin Montague | Clementino                | Viviana Stucchi       | Gigi Epifani        | Alfonso Di Berardino |                  |                  |

## Blind Auditions
Legenda
- Il coach preme il bottone I Want You
- L'artista è eliminato perché nessun coach preme il bottone I Want You
- L'artista viene scelto per far parte della squadra di questo coach
- L'artista sceglie di far parte della squadra di questo coach

- Blocco esercitato da Al Bano e Jasmine Carrisi
- Blocco esercitato da Clementino
- Blocco esercitato da Gigi D'Alessio
- Blocco esercitato da Loredana Bertè

### Prima puntata
| Ordine | Artista             | Canzone (cantante originale)                       | Scelte di coach e/o artisti | Scelte di coach e/o artisti | Scelte di coach e/o artisti | Scelte di coach e/o artisti |
| Ordine | Artista             | Canzone (cantante originale)                       | Al Bano e Jasmine Carrisi   | Clementino                  | Gigi D'Alessio              | Loredana Bertè              |
| ------ | ------------------- | -------------------------------------------------- | --------------------------- | --------------------------- | --------------------------- | --------------------------- |
| 1      | Giancarlo Cajani    | Uno su mille (Gianni Morandi)                      |                             |                             |                             |                             |
| 2      | Rita Mammolotti     | Sono come tu mi vuoi (Mina)                        |                             |                             | -                           |                             |
| 3      | Viviana Stucchi     | Musica (e il resto scompare) (Elettra Lamborghini) |                             |                             | -                           |                             |
| 4      | Erminio Sinni       | A mano a mano (Riccardo Cocciante)                 |                             |                             |                             |                             |
| 5      | Tony Reale          | Just a Gigolo (Louis Prima)                        |                             |                             | -                           | -                           |
| 6      | Giovanna Sorrentino | Sola (Nina Zilli)                                  |                             |                             |                             |                             |
| 7      | Pietro Dall'Oglio   | Good Times (Ghali)                                 |                             |                             | -                           | -                           |
| 8      | Agata Papiri        | Bésame mucho (Consuelo Velázquez)                  | -                           | -                           | -                           | -                           |
| 9      | Elena Ferretti      | Ti sento (Matia Bazar)                             |                             |                             |                             |                             |
| 10     | Alan Farrington     | Cold Little Heart (Michael Kiwanuka)               | -                           |                             |                             |                             |
| 11     | Riccardo Azzurri    | Via (Claudio Baglioni)                             | -                           | -                           | -                           | -                           |
| 12     | Ann Harper          | The Best (Tina Turner)                             |                             |                             | -                           | -                           |
| 13     | Laura Grey          | 'O surdato 'nnammurato (Massimo Ranieri)           | -                           | -                           |                             |                             |

### Seconda puntata
| Ordine | Artista               | Canzone (cantante originale)            | Scelte di coach e/o artisti | Scelte di coach e/o artisti | Scelte di coach e/o artisti | Scelte di coach e/o artisti |
| Ordine | Artista               | Canzone (cantante originale)            | Al Bano e Jasmine Carrisi   | Clementino                  | Gigi D'Alessio              | Loredana Bertè              |
| ------ | --------------------- | --------------------------------------- | --------------------------- | --------------------------- | --------------------------- | --------------------------- |
| 1      | Roberto Tomasi        | Fai rumore (Diodato)                    |                             |                             |                             |                             |
| 2      | Gianni Pera           | Your Song (Elton John)                  |                             |                             | -                           |                             |
| 3      | Roberta Cappelletti   | Volevo scriverti da tanto (Mina)        |                             |                             |                             |                             |
| 4      | Ambra Mattioli        | Heroes (David Bowie)                    |                             |                             | -                           | -                           |
| 5      | Perla Trivellini      | Sono bugiarda (Caterina Caselli)        | -                           | -                           |                             |                             |
| 6      | Giulio Todrani        | To Love Somebody (Michael Bolton)       |                             |                             |                             |                             |
| 7      | Giorgio Biagioli      | Il mondo (Jimmy Fontana)                | -                           | -                           | -                           | -                           |
| 8      | Michele Lapenna       | Diavolo in me (Zucchero)                | -                           |                             |                             |                             |
| 9      | Paolo Barabani        | Su di noi (Pupo)                        |                             |                             | -                           | -                           |
| 10     | Alida Ferrarese       | Torneremo ancora (Franco Battiato)      |                             |                             |                             |                             |
| 11     | Rodolfo Maria Gordini | Grande amore (Il Volo)                  |                             |                             |                             | -                           |
| 12     | Silvana Lorenzetti    | I Say a Little Prayer (Aretha Franklin) | -                           | -                           |                             | -                           |
| 13     | Caterina Greco        | 'A finestra (Carmen Consoli)            | -                           |                             | -                           |                             |
| 14     | Gigi Epifani          | Che colpa abbiamo noi (The Rokes)       | -                           |                             | -                           | -                           |
| 15     | Laura Fedele          | Paint It Black (The Rolling Stones)     |                             |                             |                             |                             |

### Terza puntata
| Ordine | Artista              | Canzone (cantante originale)            | Scelte di coach e/o artisti | Scelte di coach e/o artisti | Scelte di coach e/o artisti | Scelte di coach e/o artisti |
| Ordine | Artista              | Canzone (cantante originale)            | Al Bano e Jasmine Carrisi   | Clementino                  | Gigi D'Alessio              | Loredana Bertè              |
| ------ | -------------------- | --------------------------------------- | --------------------------- | --------------------------- | --------------------------- | --------------------------- |
| 1      | Emilia Mascolo       | America (Gianna Nannini)                |                             |                             |                             |                             |
| 2      | Gianni Dego          | Granada (Claudio Villa)                 |                             | -                           | -                           | -                           |
| 3      | Ruggero Scandiuzzi   | I tuoi particolari (Ultimo)             |                             |                             | -                           | -                           |
| 4      | Nello Buongiorno     | Io amo (Fausto Leali)                   |                             |                             |                             |                             |
| 5      | Minnena Stangoni     | Senza fare sul serio (Malika Ayane)     | -                           | -                           | -                           | -                           |
| 6      | Marco Francini       | Meraviglioso (Domenico Modugno)         |                             |                             |                             | -                           |
| 7      | Marco Guerzoni       | Are You Gonna Go My Way (Lenny Kravitz) | -                           | -                           |                             |                             |
| 8      | Giovanna Marinuzzi   | Niente da capire (Francesco De Gregori) | -                           | -                           | N.D.                        | -                           |
| 9      | Franklin Montague    | Could You Be Loved (Bob Marley)         | -                           |                             | N.D.                        |                             |
| 10     | Gennaro Vilardi      | Tu vuò fà l'americano (Renato Carosone) |                             |                             | N.D.                        | -                           |
| 11     | Massimo Vita         | Human (Rag'n'Bone Man)                  | N.D.                        |                             | N.D.                        |                             |
| 12     | Isabella Marelli     | It's My Life (Jon Bon Jovi)             | N.D.                        |                             | N.D.                        |                             |
| 13     | Alfonso Di Berardino | Perfect (Ed Sheeran)                    | N.D.                        |                             | N.D.                        | N.D.                        |

### Bilancio Blind
| Coach                     | Numero di Volte | Numero di Volte | Numero di Volte | Numero di Volte    | Numero di Volte  | Numero di Volte | Numero di Volte |
| Coach                     | Totale Buzz     | Scelte          | Buzz da solo    | Blocchi effettuati | Blocchi ricevuti | Rifiuti         | No Buzz         |
| ------------------------- | --------------- | --------------- | --------------- | ------------------ | ---------------- | --------------- | --------------- |
| Al Bano e Jasmine Carrisi | 24              | 9               | 1               | 1                  | 0                | 15              | 14              |
| Clementino                | 32              | 9               | 3               | 1                  | 0                | 23              | 10              |
| Gigi D'Alessio            | 19              | 9               | 1               | 0                  | 1                | 10              | 16              |
| Loredana Bertè            | 23              | 9               | 0               | 1                  | 2                | 14              | 17              |

#### Best Six
Chiusa la fase delle Blind Auditions, nella terza puntata i coach hanno dovuto scegliere i migliori 6 artisti del proprio team sui 9 selezionati alle audizioni da portare alla fase dei Knockout, in semifinale. 
- Artista che accede ai Knockout
- Artista eliminato durante i Best Six

| Coach             | Coach                     | Artisti               | Artisti             | Artisti              | Artisti          | Artisti          |
| ----------------- | ------------------------- | --------------------- | ------------------- | -------------------- | ---------------- | ---------------- |
|                   | Al Bano e Jasmine Carrisi | Rita Mammolotti       | Tony Reale          | Ann Harper           | Gianni Pera      | Alida Ferrarese  |
| Gennaro Vilardi   | Al Bano e Jasmine Carrisi | Paolo Barabani        | Gianni Dego         | Ruggero Scandiuzzi   |                  |                  |
|                   | Clementino                | Pietro Dall'Oglio     | Alan Farrington     | Roberto Tomasi       | Ambra Mattioli   | Michele Lapenna  |
| Franklin Montague | Clementino                | Viviana Stucchi       | Gigi Epifani        | Alfonso Di Berardino |                  |                  |
|                   | Gigi D'Alessio            | Giancarlo Cajani      | Elena Ferretti      | Laura Grey           | Perla Trivellini | Nello Buongiorno |
| Marco Guerzoni    | Gigi D'Alessio            | Rodolfo Maria Gordini | Silvana Lorenzetti  | Marco Francini       |                  |                  |
|                   | Loredana Bertè            | Erminio Sinni         | Giovanna Sorrentino | Roberta Cappelletti  | Giulio Todrani   | Laura Fedele     |
| Massimo Vita      | Loredana Bertè            | Caterina Greco        | Emilia Mascolo      | Isabella Marelli     |                  |                  |

## Knock Out
La semifinale vede scontrare i 24 talenti rimasti in gara nei Knock Out, i quali determineranno gli otto finalisti del programma. Le sfide si svolgono fra tre concorrenti dello stesso team che si confrontano sul palco cantando ognuno il brano assegnatogli dal coach, il quale alla fine sceglierà un unico vincitore dal terzetto di cantanti in sfida. Al termine dei K.O. solo due concorrenti per squadra arriveranno in finale.
Esibizione dei coach: I quattro coach si esibiscono con dei loro medley (Clementino e Gigi D'Alessio cantano Como suena el corazon, Gigi D'Alessio canta E la luna bussò, Al Bano e Jasmine Carrisi cantano La cosa più bella che ho e Loredana Bertè canta Felicità)
Legenda
- Artista finalista
- Artista eliminato

| Ordine | Coach                     | Artista             | Canzone (cantante originale)                    |
| ------ | ------------------------- | ------------------- | ----------------------------------------------- |
| 1      | Loredana Bertè            | Erminio Sinni       | La sera dei miracoli (Lucio Dalla)              |
| 1      | Loredana Bertè            | Laura Fedele        | I say I' sto ccà (Pino Daniele)                 |
| 1      | Loredana Bertè            | Massimo Vita        | Diamante (Zucchero)                             |
| 2      | Al Bano e Jasmine Carrisi | Tony Reale          | St. Tropez Twist (Peppino di Capri)             |
| 2      | Al Bano e Jasmine Carrisi | Ann Harper          | Ogni volta (Paul Anka)                          |
| 2      | Al Bano e Jasmine Carrisi | Alida Ferrarese     | Emozioni (Lucio Battisti)                       |
| 3      | Clementino                | Ambra Mattioli      | Space Oddity (David Bowie)                      |
| 3      | Clementino                | Franklin Montague   | Che sarà (José Feliciano)                       |
| 3      | Clementino                | Roberto Tomasi      | Gli amori (Toto Cutugno)                        |
| 4      | Gigi D'Alessio            | Elena Ferretti      | Come saprei (Giorgia)                           |
| 4      | Gigi D'Alessio            | Perla Trivellini    | Splendido splendente (Donatella Rettore)        |
| 4      | Gigi D'Alessio            | Giancarlo Cajani    | La mia storia tra le dita (Gianluca Grignani)   |
| 5      | Clementino                | Pietro Dall'Oglio   | Quelli che benpensano (Frankie hi-nrg mc)       |
| 5      | Clementino                | Alan Farrington     | (Sittin' on) the Dock of the Bay (Otis Redding) |
| 5      | Clementino                | Michele Lapenna     | Corazón espinado (Santana)                      |
| 6      | Loredana Bertè            | Giovanna Sorrentino | Back to Black (Amy Winehouse)                   |
| 6      | Loredana Bertè            | Roberta Cappelletti | Città vuota (Mina)                              |
| 6      | Loredana Bertè            | Giulio Todrani      | It's Not Unusual (Tom Jones)                    |
| 7      | Gigi D'Alessio            | Nello Buongiorno    | Mille giorni di te e di me (Claudio Baglioni)   |
| 7      | Gigi D'Alessio            | Laura Grey          | Tammurriata nera (Gabriella Ferri)              |
| 7      | Gigi D'Alessio            | Marco Guerzoni      | Malo (Bebe)                                     |
| 8      | Al Bano e Jasmine Carrisi | Gianni Pera         | Canzone per te (Il Volo)                        |
| 8      | Al Bano e Jasmine Carrisi | Gennaro Vilardi     | Rose rosse (Massimo Ranieri)                    |
| 8      | Al Bano e Jasmine Carrisi | Rita Mammolotti     | Amami (Emma)                                    |

## Finale
La finale è andata in onda in diretta il 20 dicembre 2020. All'inizio della finale, la conduttrice Antonella Clerici apre un televoto unico che dura per tutta la serata. I due concorrenti per team si esibiscono prima insieme al loro coach, successivamente gli otto finalisti si esibiscono singolarmente uno dietro l'altro con dei pezzi scelti dai loro coach. Alla chiusura del televoto viene annunciato il podio con i tre cantanti più votati. Il televoto viene riaperto per un'ultima volta con i tre finalisti rimasti che si esibiscono con un pezzo scelto da loro, fino alla chiusura dello stesso e alla proclamazione del vincitore. 
Ospiti: Gianna Nannini

Canzoni cantate dagli ospiti: Sei nell'anima (con gli 8 finalisti)
Prima fase
- Artista che passa alla seconda fase
- Artista eliminato

| Ordine | Coach                     | Artista             | Esibizione con il coach (cantante originale) | Canzone (cantante originale)             | Televoto |
| ------ | ------------------------- | ------------------- | -------------------------------------------- | ---------------------------------------- | -------- |
| 1      | Al Bano e Jasmine Carrisi | Rita Mammolotti     | Nel blu dipinto di blu (Domenico Modugno)    | Vita spericolata (Vasco Rossi)           | 3,90%    |
| 2      | Al Bano e Jasmine Carrisi | Tony Reale          | Nel blu dipinto di blu (Domenico Modugno)    | Stasera mi butto (Rocky Roberts)         | 6,50%    |
| 3      | Loredana Bertè            | Erminio Sinni       | Ragazzo mio (Luigi Tenco)                    | Bella senz'anima (Riccardo Cocciante)    | 33,60%   |
| 4      | Loredana Bertè            | Giovanna Sorrentino | Ragazzo mio (Luigi Tenco)                    | Non ti scordar mai di me (Giusy Ferreri) | 6,74%    |
| 5      | Clementino                | Alan Farrington     | Svalutation (Adriano Celentano)              | Come Together (The Beatles)              | 8,32%    |
| 6      | Clementino                | Roberto Tomasi      | Svalutation (Adriano Celentano)              | Portami via (Fabrizio Moro)              | 7,85%    |
| 7      | Gigi D'Alessio            | Marco Guerzoni      | Caruso (Lucio Dalla)                         | L'ombelico del mondo (Jovanotti)         | 17,50%   |
| 8      | Gigi D'Alessio            | Elena Ferretti      | Caruso (Lucio Dalla)                         | Adagio (Lara Fabian)                     | 15,60%   |

Seconda fase
- Vincitore
- Secondo classificato
- Terzo classificato

| Ordine | Coach          | Artista        | Canzone (cantante originale)        | Televoto |
| ------ | -------------- | -------------- | ----------------------------------- | -------- |
| 1      | Loredana Bertè | Erminio Sinni  | A mano a mano (Riccardo Cocciante)  | 53,71%   |
| 2      | Gigi D'Alessio | Marco Guerzoni | Io so che ti amerò (Ornella Vanoni) | 21,56%   |
| 3      | Gigi D'Alessio | Elena Ferretti | Ti sento (Matia Bazar)              | 24,73%   |

## Ascolti
| Puntata | Puntata                | Messa in onda    | Ospiti         | Telespettatori | Share  |
| ------- | ---------------------- | ---------------- | -------------- | -------------- | ------ |
| 1       | Blind Audition 1       | 27 novembre 2020 | –              | 4 483 000      | 19,77% |
| 2       | Blind Audition 2       | 4 dicembre 2020  | –              | 4 189 000      | 18,86% |
| 3       | Blind Audition 3       | 11 dicembre 2020 | –              | 4 336 000      | 18,99% |
| 4       | Knock Out - Semifinale | 18 dicembre 2020 | –              | 3 730 000      | 19,21% |
| 5       | Finale                 | 20 dicembre 2020 | Gianna Nannini | 3 647 000      | 18,20% |
| Media   | Media                  | Media            | Media          | 4 082 000      | 19,00% |

- Questa edizione con una media finale di oltre 4 milioni di spettatori è l'edizione più vista nella storia del programma compreso il format classico.
- La puntata di venerdì 27 novembre, con 4 483 000 telespettatori, risulta la più vista nella storia del programma compreso il format classico.